# Maja Bošković-Stulli
Maja Bošković-Stulli (Osijek, 9 novembre 1922 – Zagabria, 14 agosto 2012) è stata un'antropologa e storica croata ebrea nota per le sue vaste ricerche sulla letteratura croata orale.

## Biografia

### Formazione
Bošković-Stulli nacque a Osijek in una famiglia ebrea, da Dragutin e Ivanka Bošković. Durante il ginnasio si unì alla Lega dei giovani comunisti della Jugoslavia – SKOJ (in serbo-croato: Savez komunističke omladine Jugoslavije). Nel 1943, dopo l'armistizio tra l'Italia e gli Alleati e la liberazione del campo di concentramento di Arbe, si unì ai partigiani iugoslavi. Molti membri della sua famiglia morirono nell'Olocausto, compresi i suoi genitori e sua sorella Magda.
Bošković-Stulli completò l'istruzione secondaria a Zagabria. Si laureò alla Facoltà di Filosofia dell'Università locale e conseguì il dottorato nel 1961.

### Carriera
Prese parte a numerosi convegni e simposi a livello nazionale e internazionale, tra cui il Centro Inter-Universitario di Dubrovnik. Per molti anni fu redattrice capo e, in seguito, membro del comitato editoriale della rivista Narodna umjetnost. Lavorò per l'Accademia croata delle Scienze e delle Arti, e dal 1952 fino al suo pensionamento nel 1979 lavorò presso l'Istituto di Ricerca di Etnologia e Folklore a Zagabria. Tra il 1963 e il 1973 fu direttrice dell'istituto stesso.
Bošković-Stulli scrisse circa venti libri e numerosi articoli su riviste accademiche nazionali e straniere.

### Morte e sepoltura
Bošković-Stulli morì nell'agosto 2012 a Zagabria e fu sepolta nel  cimitero di Mirogoj.

## Premi e riconoscimenti
Come riconoscimento del suo lavoro ha ricevuto il premio annuale del 1975 e il premio croato alla carriera nel 1990, il Premio Herder a Vienna nel 1991, e il Premio Pitrè - Salomone Marino a Palermo nel 1992. Fu un membro fisso dell'Accademia croata delle Scienze e delle Arti.
Nel 2005 Bošković-Stulli fu nominata tra le 35 donne più importanti della storia della Croazia.

## Opere
- Istarske narodne priče, Zagabria, 1959
- Narodne pripovijetke ("Pet stoljeća hrvatske književnosti"), Zagabria, 1963
- Narodne epske pjesme, knj. 2 ("Pet stoljeća hrvatske književnosti"), Zagabria, 1964
- Narodna predaja o vladarevoj tajni, Zagabria, 1967
- Usmena književnost ("Povijest hrvatske književnosti" 1, pp. 7–353), Zagabria, 1978
- Usmena književnost nekad i danas, Belgrado, 1983
- Usmeno pjesništvo u obzorju književnosti, Zagabria, 1984;
- Zakopano zlato. Hrvatske usmene pripovijetke, predaje i legende iz Istre, Pula – Rijeka, 1986
- U kralja od Norina. Priče, pjesme, zagonetke i poslovice s Neretve, Metković – Opuzen, 1987
- Pjesme, priče, fantastika, Zagabria, 1991
- Žito posred mora. Usmene priče iz Dalmacije, Split, 1993
- Priče i pričanje: stoljeća usmene hrvatske proze, Zagabria, 1997
- Usmene pripovijetke i predaje ("Stoljeća hrvatske književnosti"), Zagabria, 1997
- O usmenoj tradiciji i o životu, Zagabria, 1999